# اوهلنبک ۹۶۸۷
سیارک ۹۶۸۷ (به انگلیسی: 9687 Uhlenbeck، نامگذاری:4614P-L) نه هزار و ششصد و هشتاد و هفتمین سیارک کشف شده‌است که در ۲۴ سپتامبر ۱۹۶۰ کشف شد.
قدر مطلق سیارک برابر ۱۳٫۷۰ است.